# Mural
Un mural o pintura mural es una técnica artística pintada o aplicada directamente sobre un muro o pared, bien sea piedra o algún tipo de construcción. Los modelos históricos más habituales son de composiciones pictóricas, o también realizados en mosaico, cerámica o esgrafiado.

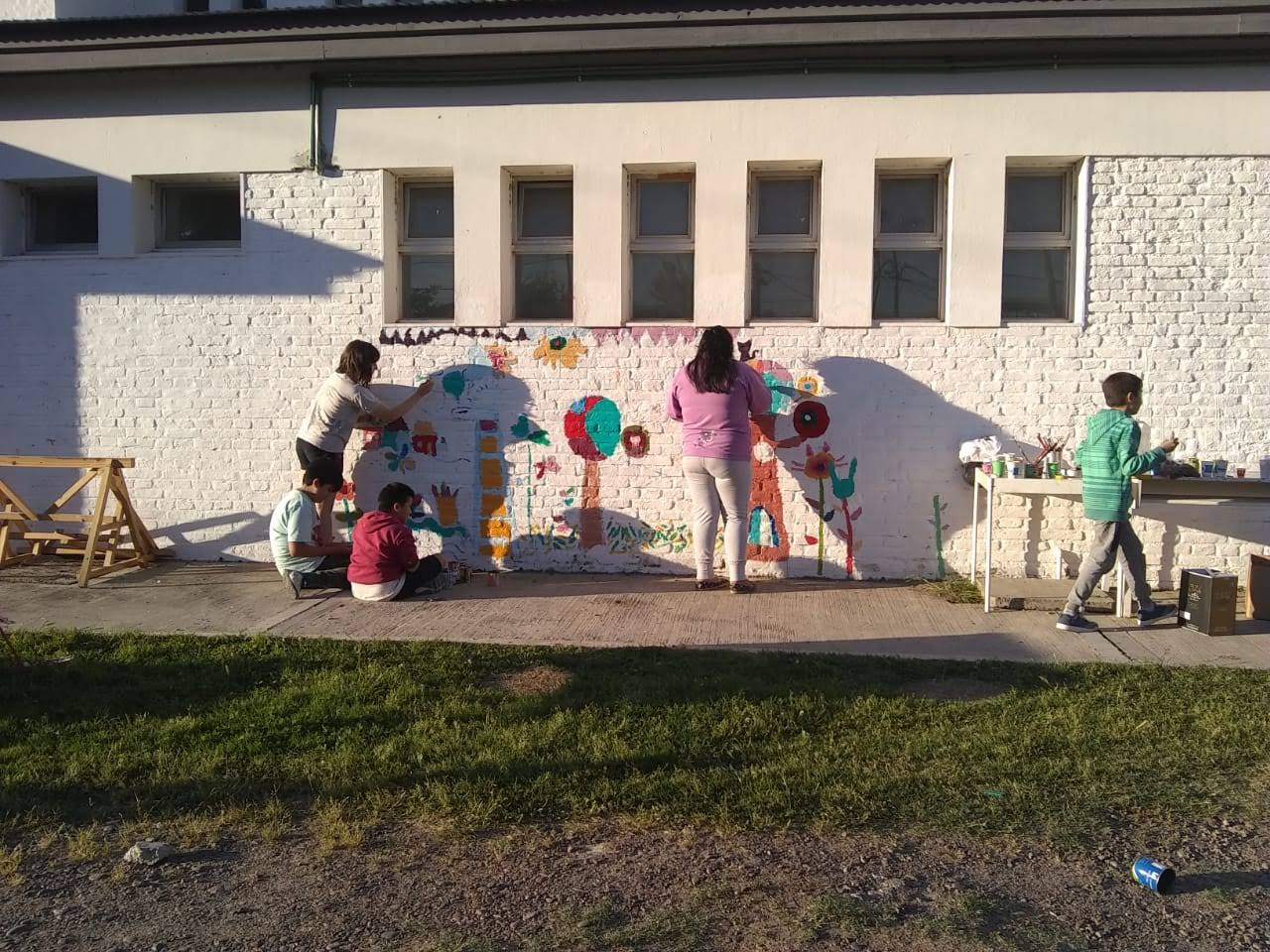
Expresión de pintura libre en el muro (ciudad de Viedma).

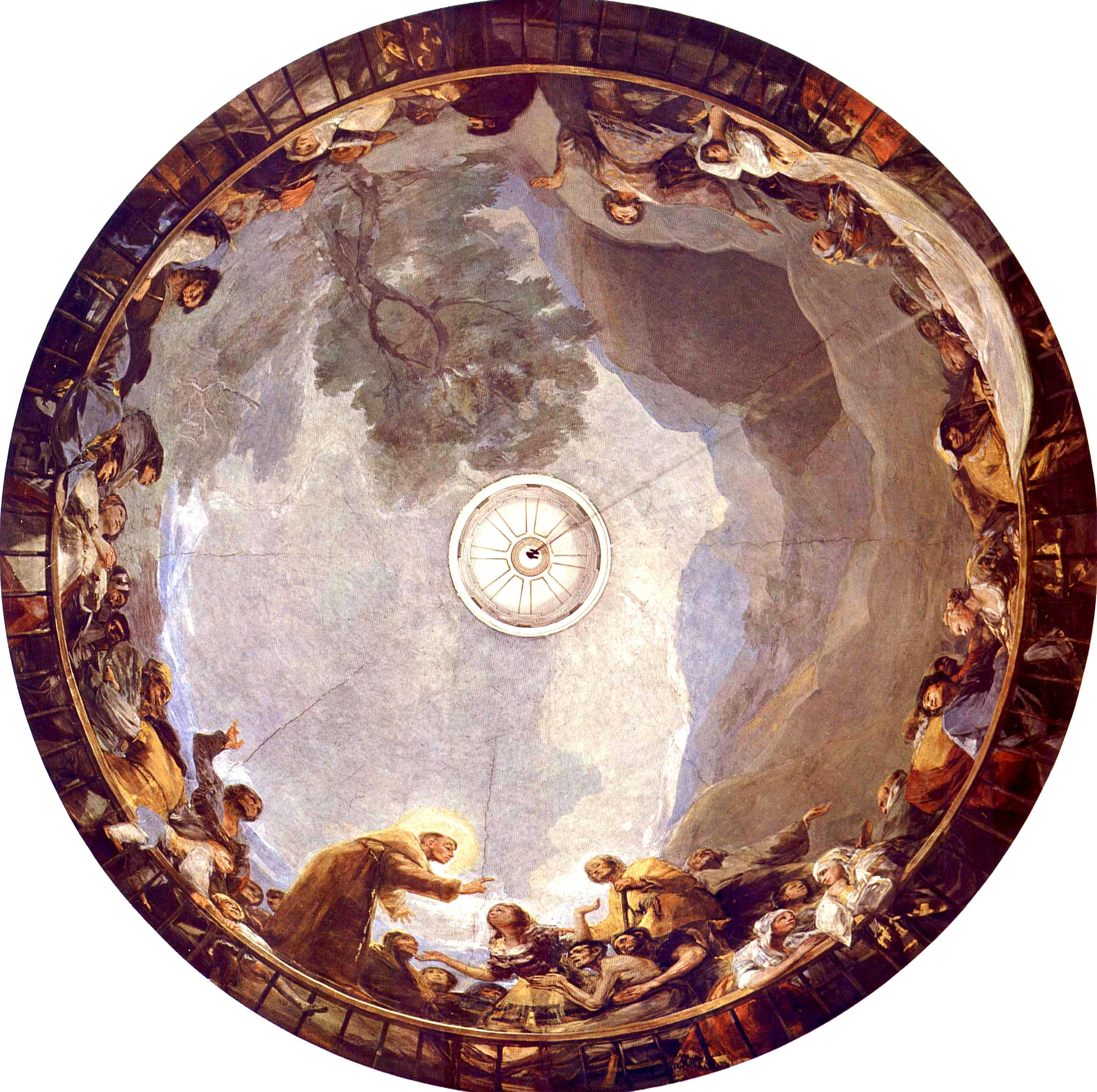
Fresco en la Ermita de San Antonio de la Florida,Goya

## Palabra mural en arte
La palabra mural es un adjetivo en español que se usa para referirse a lo que está pegado a una pared. El término mural más tarde se convirtió en un sustantivo. En el arte, la palabra mural comenzó a usarse a principios del siglo XX.
En 1906, el Dr. Atl publicó un manifiesto pidiendo el desarrollo de un movimiento monumental de arte público en México; lo nombró en español pintura mural. Posteriormente, el término mural en arte pasó a la lengua inglesa.
En la antigua época romana, el mural era una guirnalda que se entregaba al luchador que era el primero en escalar la muralla de una ciudad sitiada.

## Historia

### Arte antiguo
Los murales más antiguos, las pinturas rupestres, datan del paleolítico superior, se encuentran en cuevas, pintados sobre las paredes de roca con pigmentos naturales de plantas y minerales, y aglutinantes como la resina. Una concepción artística que tendría su continuidad quizá en la pintura sobre muros y paredes, que predominó durante la antigüedad, y durante la época románica. Durante el Renacimiento el arte mural evolucionó con la técnica al fresco —como los conservados en las Estancias del Vaticano y la Capilla Sixtina—, técnica que se mantuvo durante el Barroco y el Rococó, en ocasiones combinada con relieves de estuco.

### Arte medieval
Durante el período del Arte Románico, entre los siglos X y XIII, es una de las técnicas decorativas predominantes en la decoración de interiores. Su técnica es al fresco, es decir, se ponía un revoco en la pared y mientras estaba fresco se podía pintar en él.
La mayoría de estas pinturas tienen una finalidad religiosa, y servían, además, como forma de enseñar las escrituras para  los fieles de la religión cristiana. Por ello, se desarrollaban todo tipo de pasajes del Antiguo y Nuevo Testamento, en especial una escena llamada Pantócrator, es decir, un cristo majestad bendiciendo rodeado de los símbolos de los cuatro evangelistas, que se pintaba siempre en la cabecera de las iglesias románicas.

### Arte moderno
Ya en el siglo xx, Occidente devolvió cierto protagonismo al arte mural pictórico con la obra de los muralistas de México y otros países de Hispanoamérica, entre ellos Diego Rivera, David Alfaro Siqueiros y José Clemente Orozco en México, Pedro Nel Gómez en Colombia,  y Teodoro Núñez Ureta en Perú. El primer mural pintado en el siglo XX, fue “El árbol de la vida”, de Roberto Montenegro.

## Características

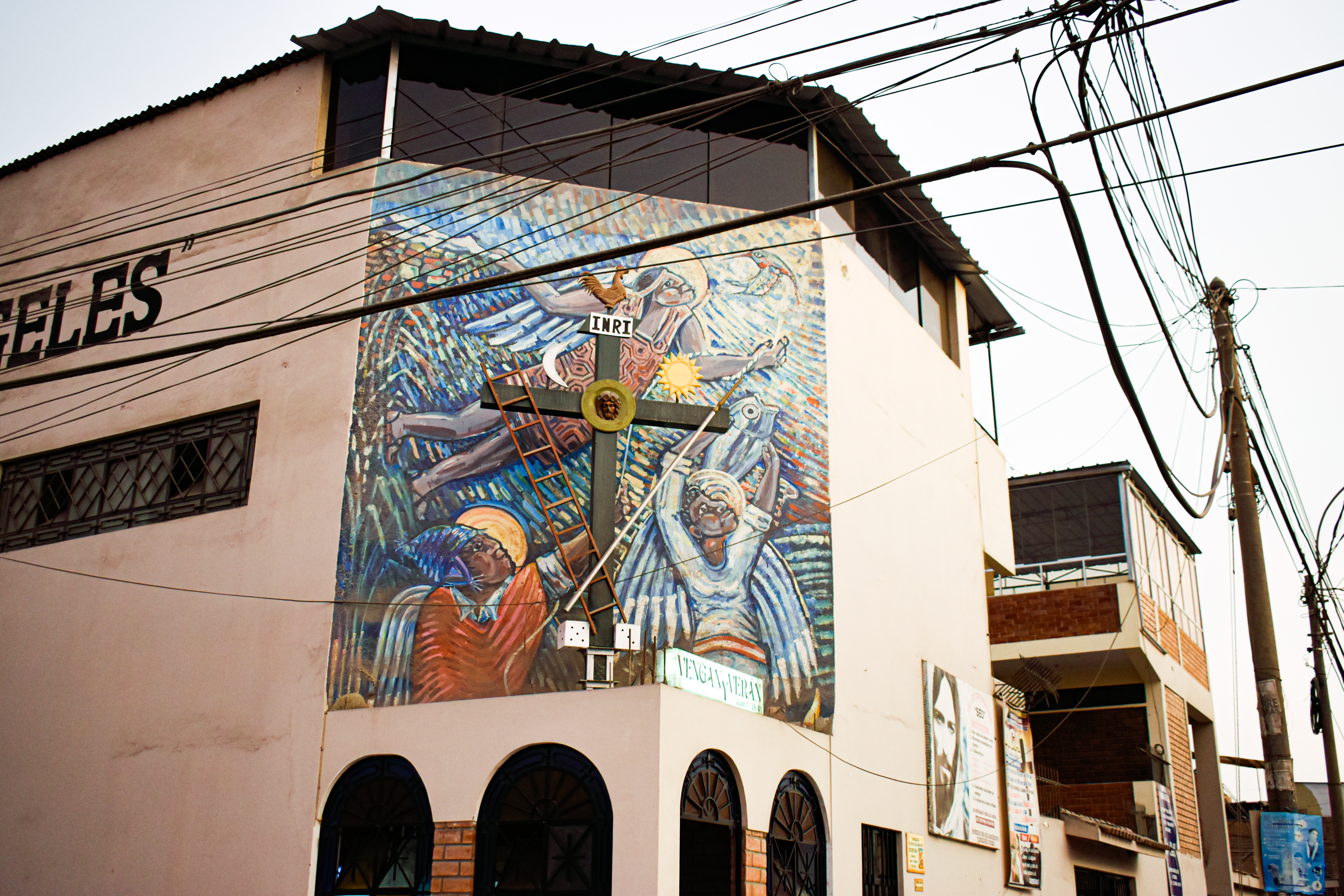
Mural religioso en una parroquia de barrio en distrito de Los Olivos, Lima, Perú.

La pintura mural se desarrolló con carácter decorativo o
didáctico, y muchas veces en contextos religiosos y simbólicos o mágicos.
En su aspecto estructural, pueden darse como características principales del mural:
- La "monumentalidad", tanto por el tamaño del soporte (una pared) como por aspectos compositivos de lo representado.
- La "poliangularidad", referida a los distintos "puntos de vista" y "tamaños del plano" del campo plástico de representación y su contemplación.

## Técnicas

El Regreso de Quinquela en Barracas, Buenos Aires, Argentina.

Realmente, y salvo en la Prehistoria, no se pinta de manera directa sobre la pared, sino sobre una fina capa intermedia. La principal técnica empleada a lo largo de los siglos para la pintura mural es el fresco. La superficie a pintar se prepara con varias capas de revoco: primero un enlucido basto, el arriccio, y luego una capa más delgada de arena fina y cal, que recibe el nombre de intonaco. Sobre la pared todavía húmeda se aplica entonces el pigmento disuelto en agua de cal.
Los murales pueden elaborarse con distintos métodos, como por ejemplo los métodos denominados al fresco, en el cual la pintura se coloca en el repello de la pared todavía fresca, o al seco en el cual la pintura se coloca sobre una pared ya seca. En época romana se utilizó el procedimiento de la encáustica, en una variante en la que los colores a la cera eran aplicados en frío. Igualmente, es posible pintar al temple sobre muros y paredes. En este caso hay que esperar a que el revoque esté seco. A principios del siglo XX toma relevancia el acrílico como material de primer orden, utilizado entre otros por los mexicanos Rivera y Orozco.

## Murales en mosaico y cerámica
En España, han elaborado grandes murales cerámicos con estas técnicas Antoni Gaudí, Joan Miró, Josep Llorens i Artigas, Josep Maria Sert, Pedro Nel Gómez, Santiago Martínez Delgado y Rufino Tamayo.

## Grafismo y pixelismo
El grafiti, en sus vertientes más artísticas y monumentales ha llegado a ser aceptado como una forma contemporánea y urbana de pintura mural De forma más funcional se recurre a los grafiteros de élite para cubrir cierres, persianas, puertas o paredes de comercios, tapando la decoración informe que deja la moda del grafiti-firma.
En ciudades como Barcelona, el auge del graffiti profesional ha impulsado el uso de murales en comercios y viviendas, transformando el arte urbano en una herramienta de decoración y branding.
Algunos manuales incluyen murales producidos o ejecutados con tecnología moderna como el llamado mural digital colaborativo.

## En el mundo

### En Alemania
En Berlín, desde finales de la Segunda Guerra Mundial, la East Side Gallery cuenta con 103 murales al aire libre.

### En Italia
En Dozza, un pueblo medieval al norte de Italia, se encuentran murales en las paredes de las casas desde la «Bienal Muro Dipinto», que comenzó en 1965 y aún continúa. En la pequeña ciudad de Prea, en el Piamonte, los primeros murales datan de la década del 2000 y generalmente ilustran escenas de la vida local del pasado. En Vicenza, en una pared del rascacielos «Everest», hay un mural de 60 metros que representa al futbolista Paolo Rossi, obra del brasileño Eduardo Kobra.

## Tipos y técnicas

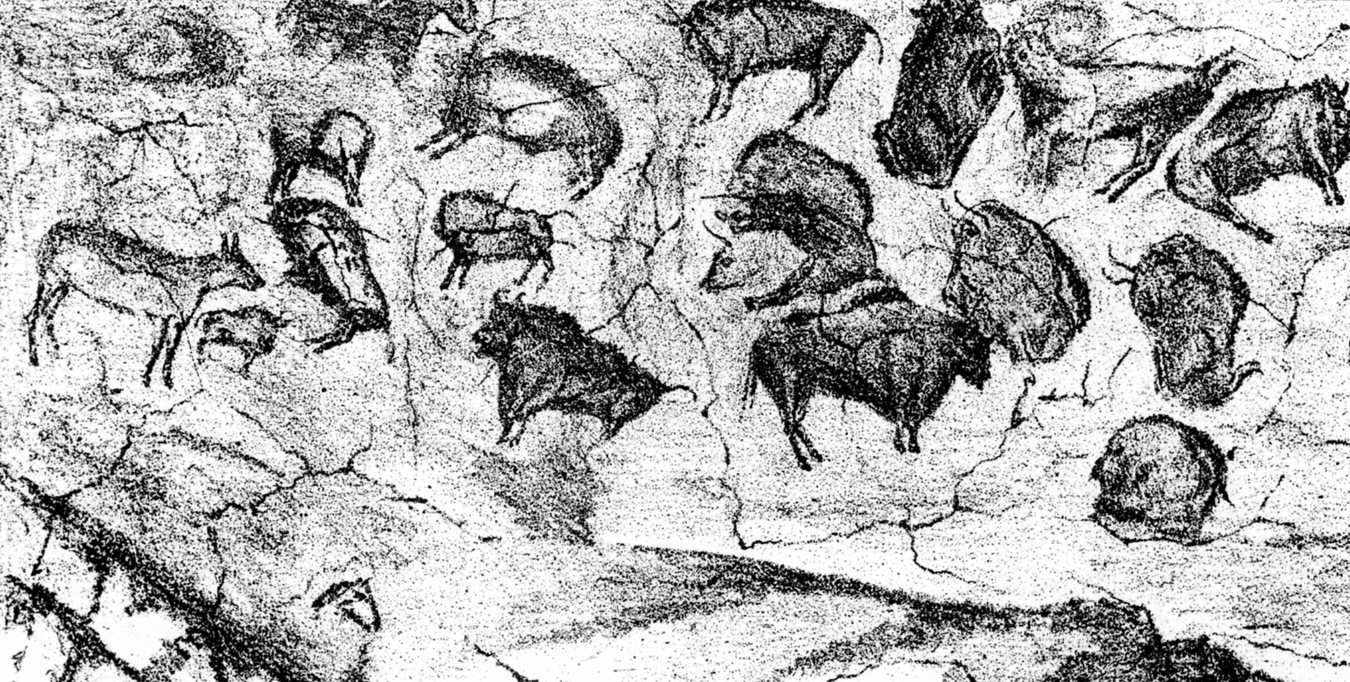
Cueva de Altamira Pintura rupestre
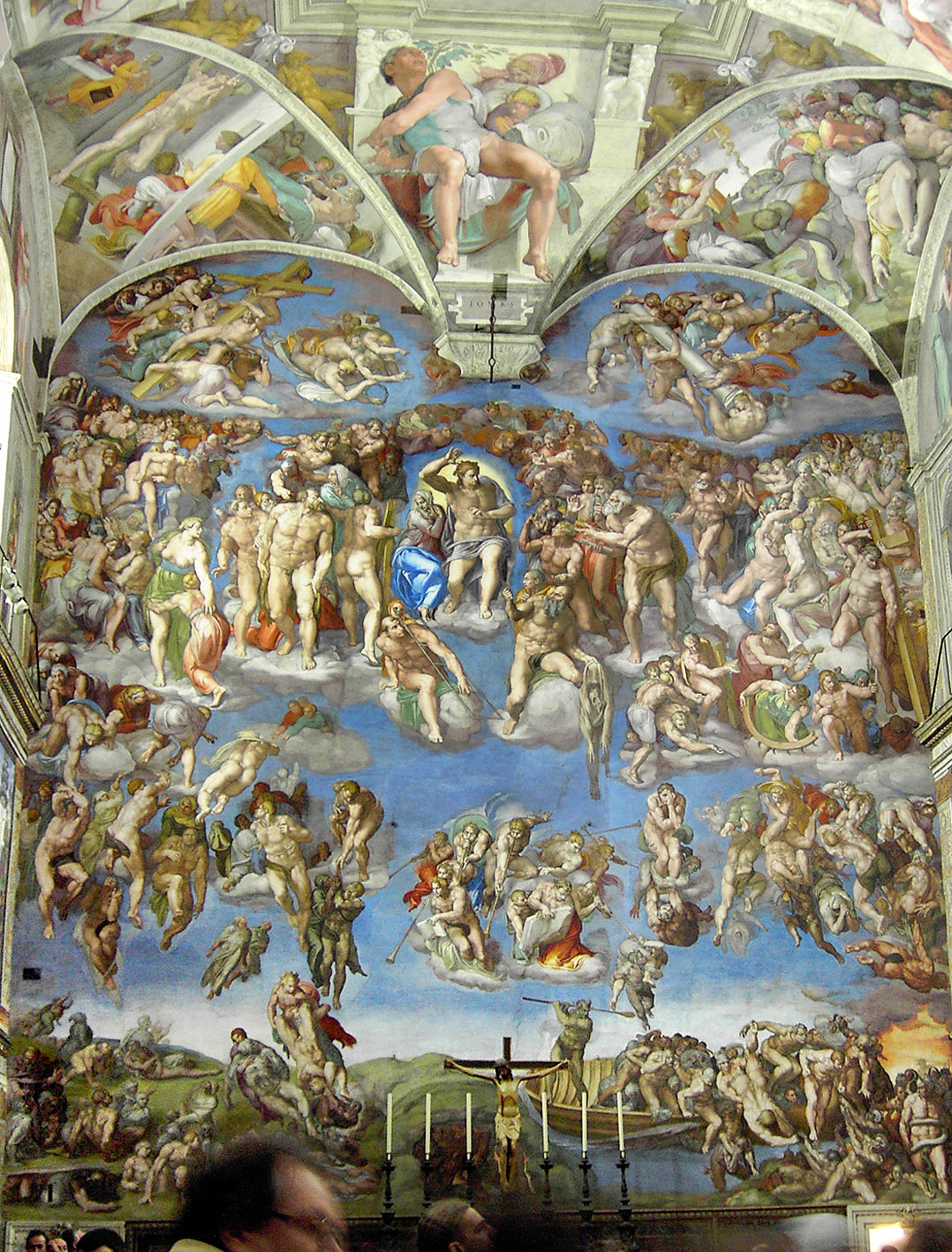
Miguel Ángel Buonarroti Pintura al fresco
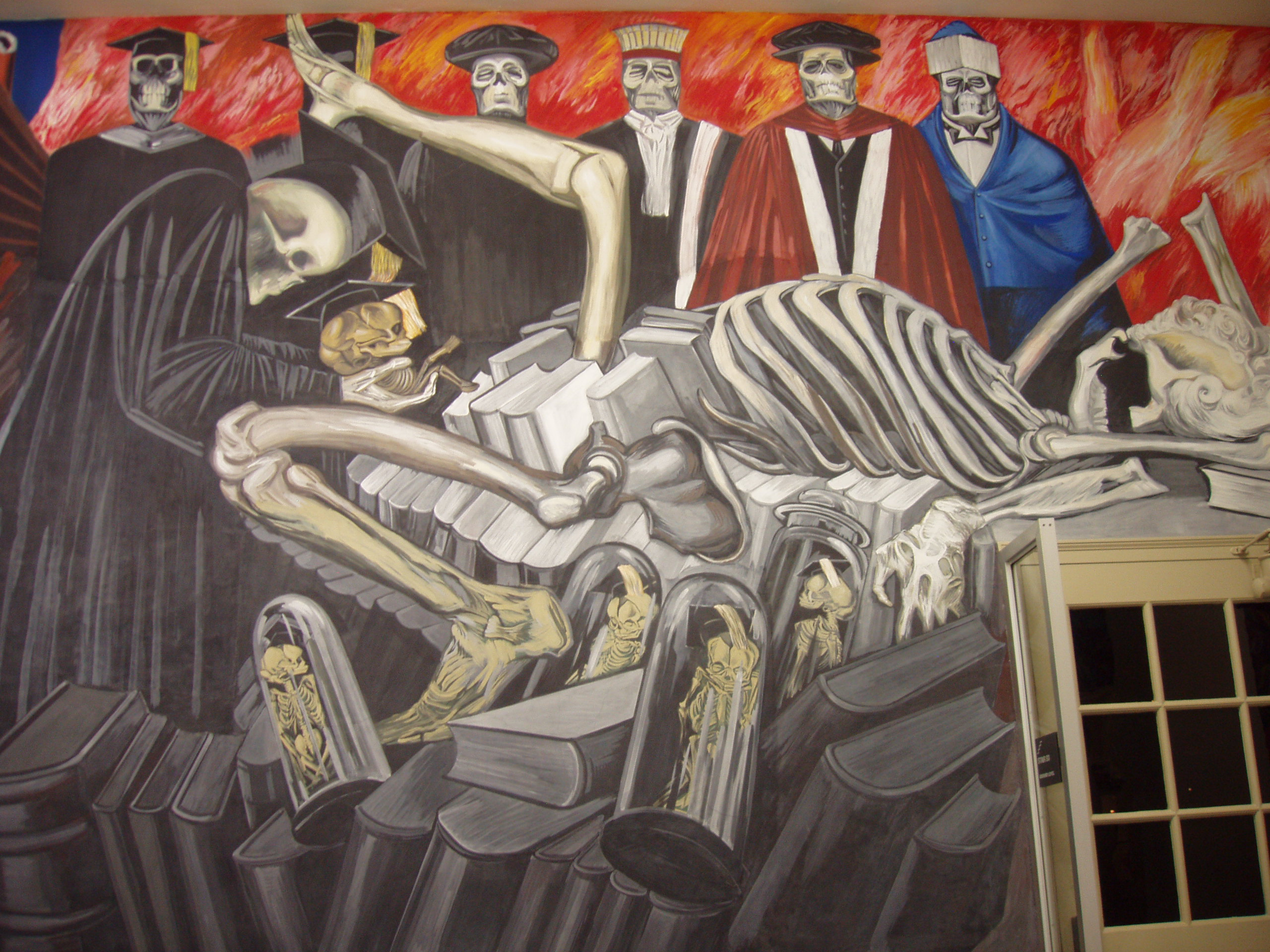
José Clemente Orozco Muralismo mexicano
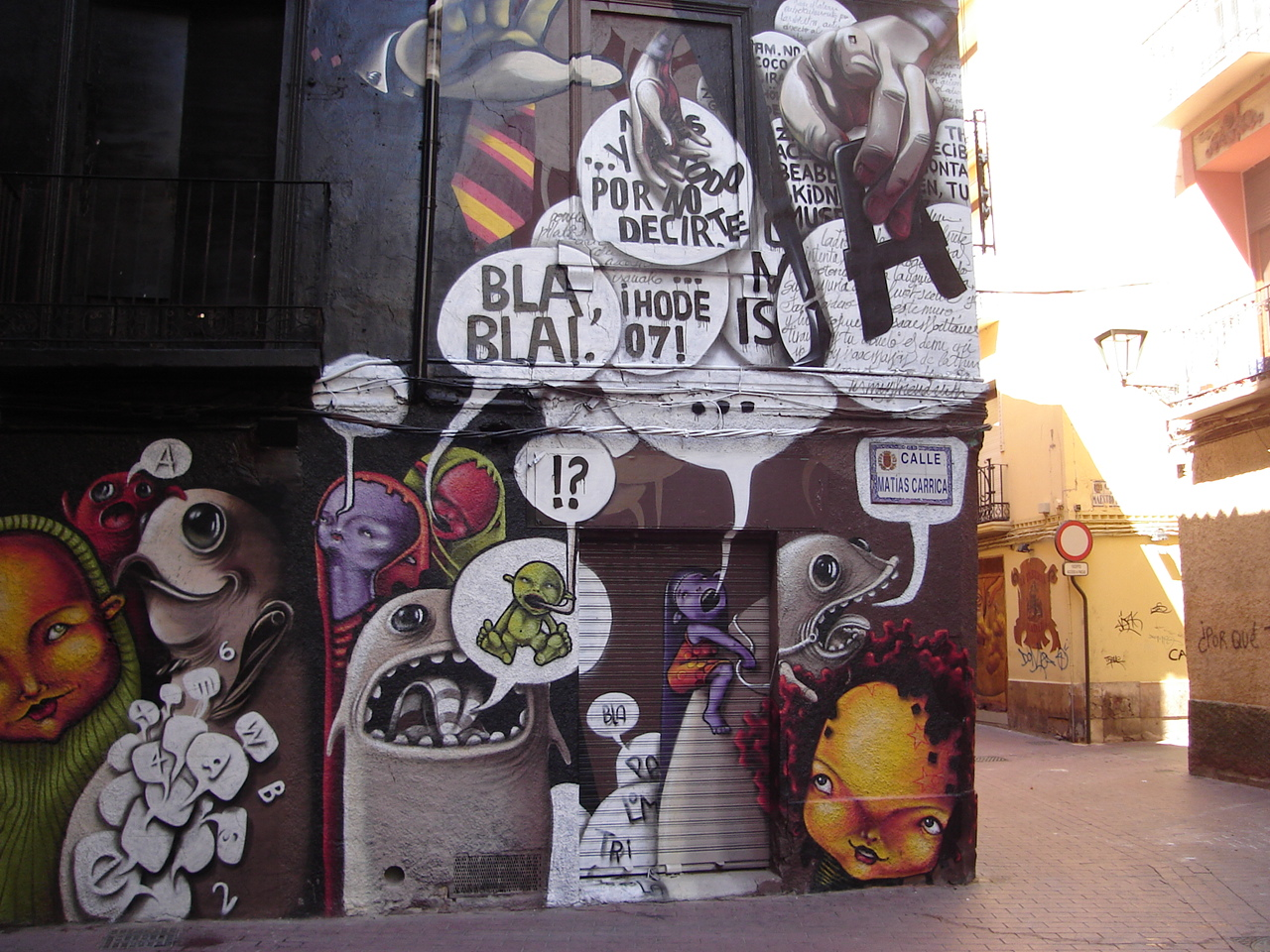
Grafiti urbano
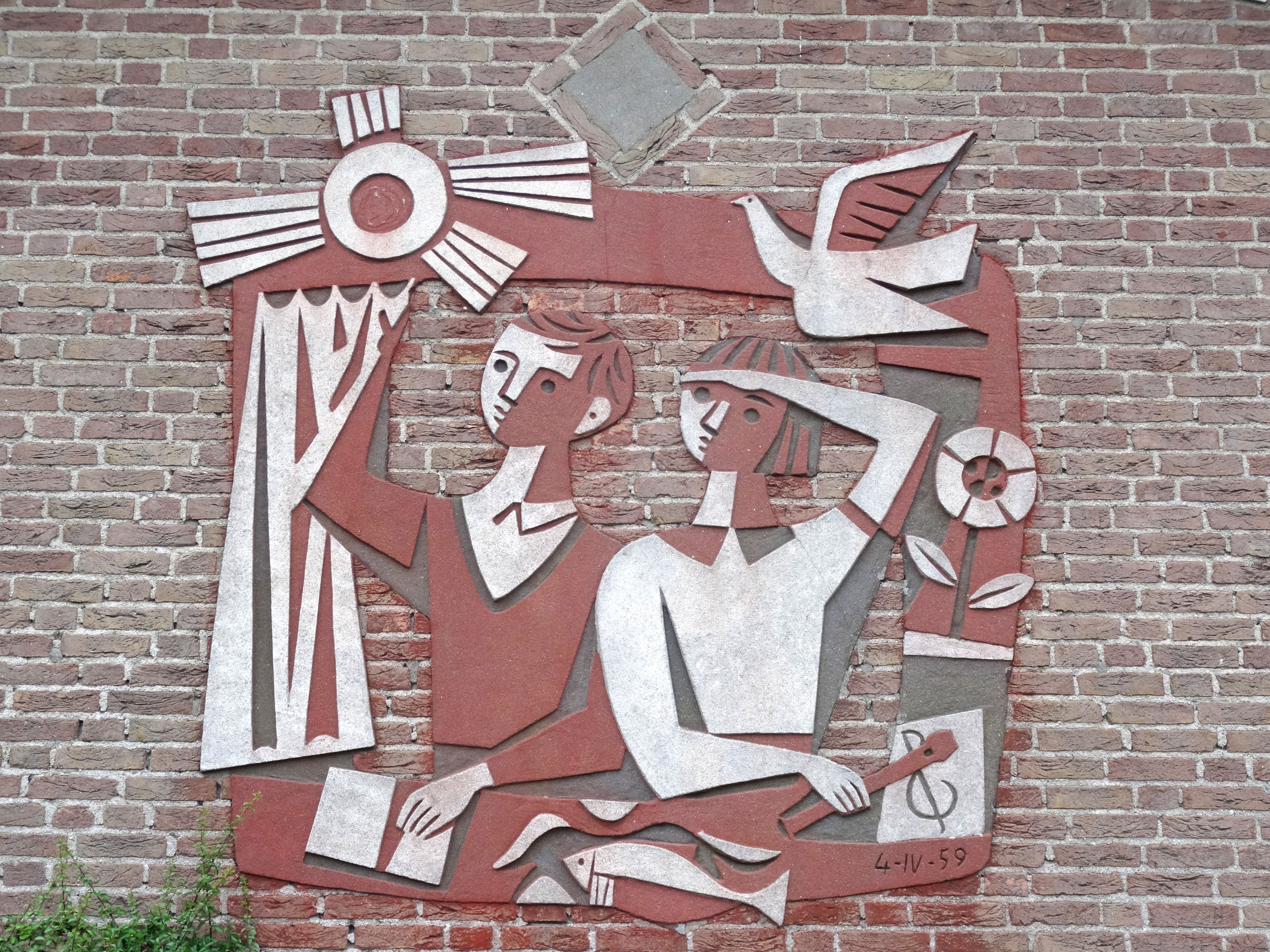
Esgrafiado